# Heroes of Might and Magic II: The Price of Loyalty
Heroes of Might and Magic II: The Price of Loyalty (укр. «Герої Меча і Магії II: Ціна вірності») — аддон до другої частини серії покрокових стратегій Heroes of Might and Magic. Був розроблений компанією Cyberlore Studios і виданий в 1997 році компанією New World Computing. The Price of Loyalty став першим аддоном в серії Heroes of Might and Magic.

## Ігровий процес
В The Price of Loyalty з'явилася нова споруда для некромантів — Вівтар Зла (англ. Evil Shrine), що працює за тим же принципом, що і Підсилювач Некромантії (англ. Necromancy Amplifier) у всіх наступних виданнях гри. Були додані нові артефакти (17 штук), в тому числі збірні, і багато таких, що дають бонуси в чомусь одному за рахунок штрафів в іншому, або корисні лише в певних ситуаціях.
Додалися нові об'єкти на карті:
- Вежа алхіміка: в ній можна позбутися від сумнівних артефактів;
- Арена: будівлю можна відвідати тільки один раз будь-яким героєм, вона дозволяє додати +1 до одієї з трьох навичок (Атака, Захист або Магічна сила);
- Бар'єри та Намети Ключників: бар'єри (яких є 8 типів) перегороджують шлях, поки не буде знайдений відповідний ключ (пароль);
- Могильні кургани: служить для найму Привидів;
- Вівтарі елементалів: служать для найму Елементалів повітря, землі, вогню і води;
- В'язниця: в ній утримується герой, який служитиме тому, хто його звільнить;
- Русалки: підвищують удачу в наступній битві, розташовуються тільки в морі;
- Хатини/Очі пророків: Очі пророків дозволяють бачити віддалені області на карті, але область навколо них відкривається тільки при відвідуванні відповідних Хатин пророків;
- Сирени: дають досвід героєві, але вбивають певний відсоток його військ, розташовуються тільки в морі;
- Стайні: підвищують дальність пересування будь-якого героя, який їх відвідає. Ефект діє протягом одного тижня.

The Price of Loyalty додала одинадцять нових персонажів. Портрети персонажів виконані в реалістичнішому стилі, ніж в оригінальній грі. У комплект включені також двадцять нових карт для багатокористувацької гри.
Як і в оригінальній HoMM II, до The Price of Loyalty додавася аудіо-диск, що містив музичні треки, які грають у фоновому режимі під час гри (і сигналізують про певні події) разом з набором «оперних» тем замків.
Оновлений редактор карт мав генератор випадкових карту. Перетягуючи певні повзунки, «автор» карти при цьому міг визначити відсоток використання окремих видів ландшафтів, розпорошеність гір і дерев, а також кількість гравців, монстрів, шахт і скарбів.

## Сюжет
НоММ2: The Price of Loyalty включає в себе 4 нових кампанії (в оригінальній грі було 2) з анімаційними вставками (яких є 26). Перші дві кампанії складаються з восьми сценаріїв кожна (включаючи розвилки сюжету), наступні дві  — з чотирьох.

### Кампанії
Ціна вірності (англ. Price of Loyalty)
Сценарії: Повстання (Uprising), Острови хаосу (Island of Chaos), Безодня (The Abyss) — Політ стріли (Arrow's Flight) — Прохід гігантів (The Giant's Pass), Північне сяйво (Aurora Borealis), Кінець зрадника (Betrayal's End), Джерело лих (Corruption's Heart)
Друг молодості героя і командир північних районів імперії, Вайсконт Крейгер (англ. Viscount Kraeger) підняв повстання, і намагається заволодіти могутнім артефактом, щоб отримати трон. За наказом імператора, гравець і його герой повинен знайти цей артефакт для блага імперії. Доля імперії залежить від того, хто віднайде артефакт першим.
Нащадки (англ. Descendants)
Сценарії: Завоювання і об'єднання (Conquer and Unify), Бунтівні міста (Border Towns), Примхливий син (The Wayward Son) — Божевільний дядько Іван (Crazy Uncle Ivan), Південна війна (The Southern War), Білі ворота (Ivory Gates) — Ельфійські землі (The Elven Lands), Епічна битва (The Epic Battle)
Варвар Джарконас (англ. Jarkonas) отримав видіння: він мусить перемогти перемогти племена варварів і об'єднати їх. Через кілька поколінь процвітаюче царство Джарконаса зустріло царство Харондал (англ. Harondale), з яким виникли суперечності. Гравець, керуючи Джарконасом III і Джарконасом IV, повинен добитися перемоги над Харондалом.
Подорож додому (англ. Voyage Home)
Сценарії: На мілині (Stranded), Піратські острови (Pirate's Isles), Король і країна (King and Country) — Кров загусла (Blood is Thicker)
Після плаванні до віддалених островів королівства, корабель героя потрапив у сильну бурю. Гравець повинен знайти спосіб дістатися назад на материк. Після повернення, герой застає країну в стані громадянської війни і повинен вибрати до якої сторони приєднатися.
Острів чаклунів (англ. Wizard's Isle)
Сценарії: Туманні острови (The Shrouded Isles), Вічні сувої (The Ethernal Scrolls), Кінець могутності (Power's End), Джерело чаклунства (Fount of Wizardry)
З дна Західного моря піднявся таємничий ланцюг островів, на яких міститься Джерело Чаклунства. За легендою, кожну тисячу років острови піднімаються з океану, і це визначає, хто правитиме світом наступну тисячу років. Маги, в числі яких і герой гравця, прагнуть контролювати це місце. Той, хто завоює ці острови, визначить долю світу.